# Leybucht

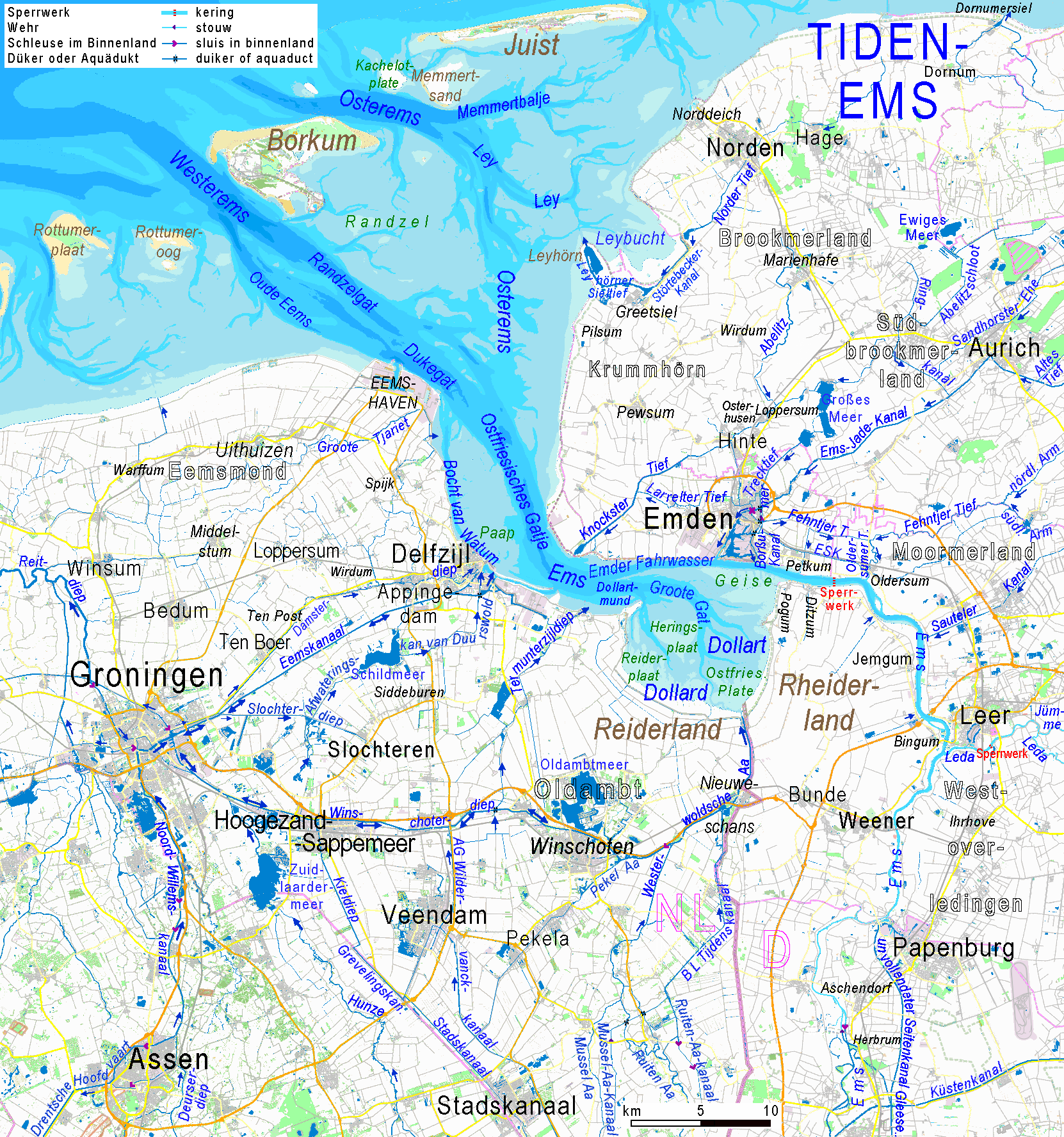
Leybucht am Ostrand des Ems-Ästuars: Watt in blassen, Flächen unter dem Seekartennull in leuchtenden Blautönen; vor den Gezeiten abgeschirmte Gewässer gedeckt blau

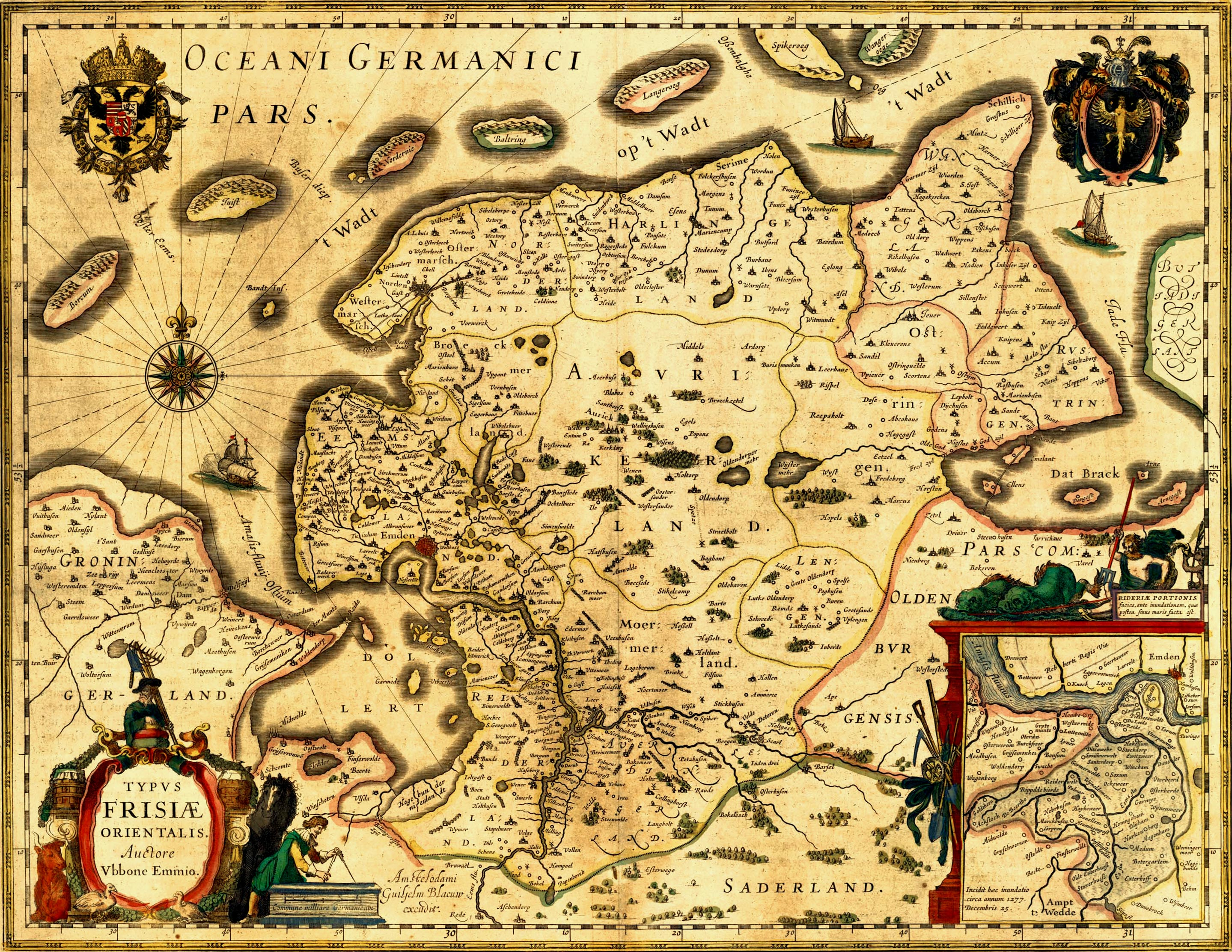
Ostfriesland um 1600, gezeichnet von Ubbo Emmius

Die Leybucht ist nach dem Dollart die zweitgrößte Bucht in Ostfriesland, wogegen der Jadebusen historisch zu Oldenburg gehört.

## Lage
Die Leybucht liegt im Westen von Ostfriesland zwischen Greetsiel und Westermarsch, circa acht Kilometer südwestlich der Stadt Norden und etwa 18 Kilometer nördlich von Emden. Sie hat eine Größe von etwa 19 Quadratkilometer. Sie trennt das Norderland im Osten von der Halbinsel Krummhörn im Süden.
Im Südwesten ragt die künstliche Halbinsel Leyhörn ins Meer, überwiegend vom Speicherbecken des Sperrwerks Leysiel ausgefüllt.

## Geschichte
Die Leybucht bildete sich nach der ersten zuverlässig erwähnten Sturmflut an der niederländischen Küste am 26. Dezember 838. Etwa 2500 Menschen fielen den Naturgewalten dabei im gesamten von ihr betroffenen Küstenbereich zum Opfer. Nach den Sturmfluten von 1374 und 1376 erreichte die Bucht mit einer Fläche von gut 129 km² ihre größte Ausdehnung und reichte von Greetsiel im Westen bis Marienhafe im Osten bzw. vom Rand der Stadt Norden bis nach Canhusen (Gemeinde Hinte) im Süden. In den folgenden Jahrhunderten wurden immer wieder Polder eingedeicht, so dass die Bucht bis 1950 auf ihre jetzige Größe reduziert wurde. Die letzte Landgewinnung erfolgte in den Jahren 1947–1950 durch den Bau des Störtebekerdeiches, wodurch der Leybuchtpolder eingedeicht und die Küstenlinie begradigt wurde. In den folgenden Jahren gab es Pläne, die gesamte Bucht einzudeichen, um so die Deichlinie deutlich zu verkürzen und den Küstenschutz zu verbessern. Diese Maßnahme wurde letztlich jedoch aus Gründen des Naturschutzes wieder verworfen. Es wurden lediglich kleinere Küstenschutzmaßnahmen realisiert (wie beispielsweise die 1991 erfolgte Eindeichung der seit Ende 1994 unter Naturschutz stehenden Leyhörn).
Zur Verstärkung der Deichanlagen begannen 1985 erste Vorbereitungen zum Bau des im Jahr 2000 fertiggestellten Neuen Störtebekerdeiches, der dem alten Deich vorgelagert ist, die vorgelagerten Salzwiesen aber weitestgehend verschont.

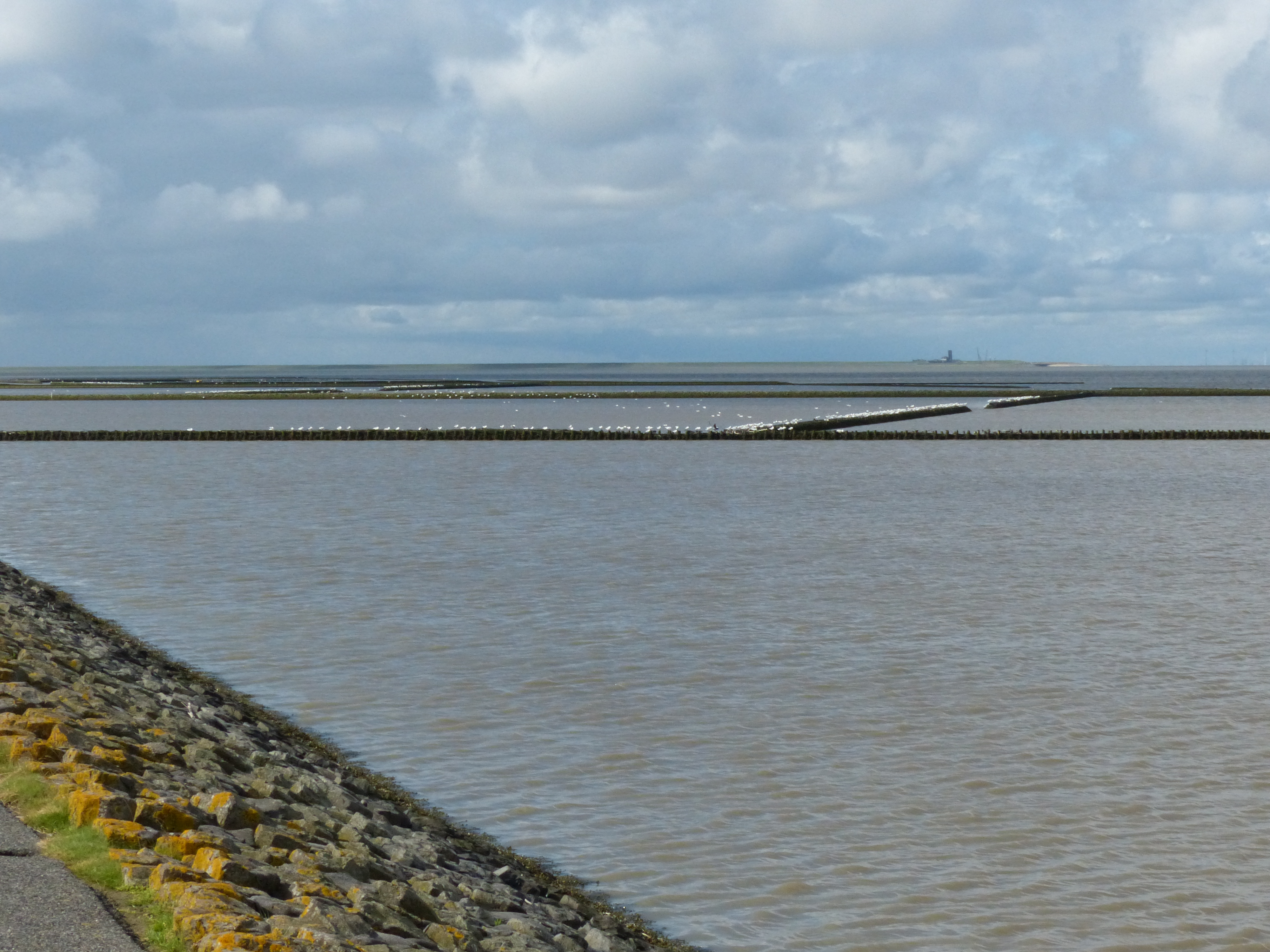
Blick vom Ostrand der Leybucht zur künstlichen Halbinsel Leyhörn
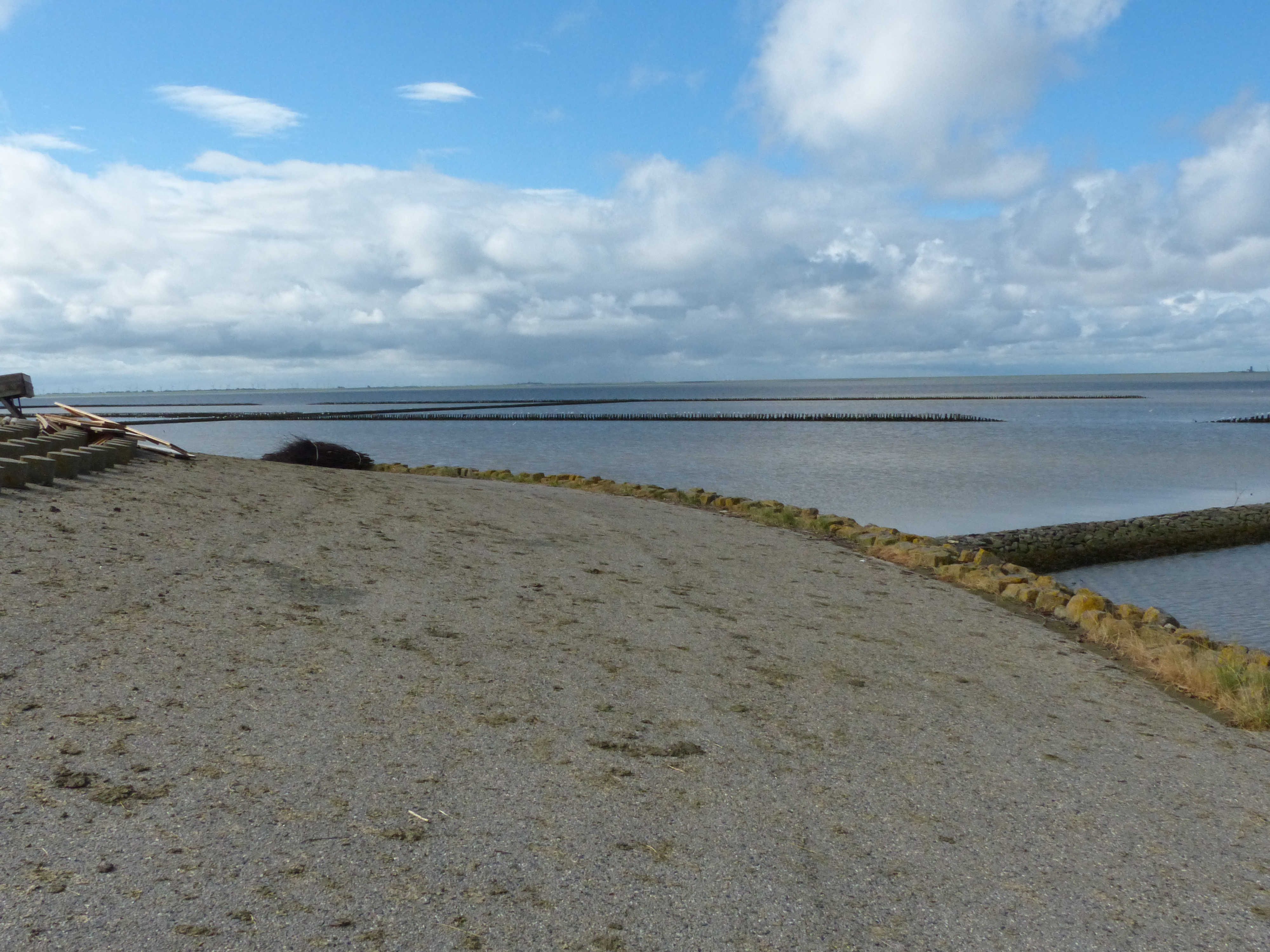
Blick von der Nordecke der Leybucht nach Süden
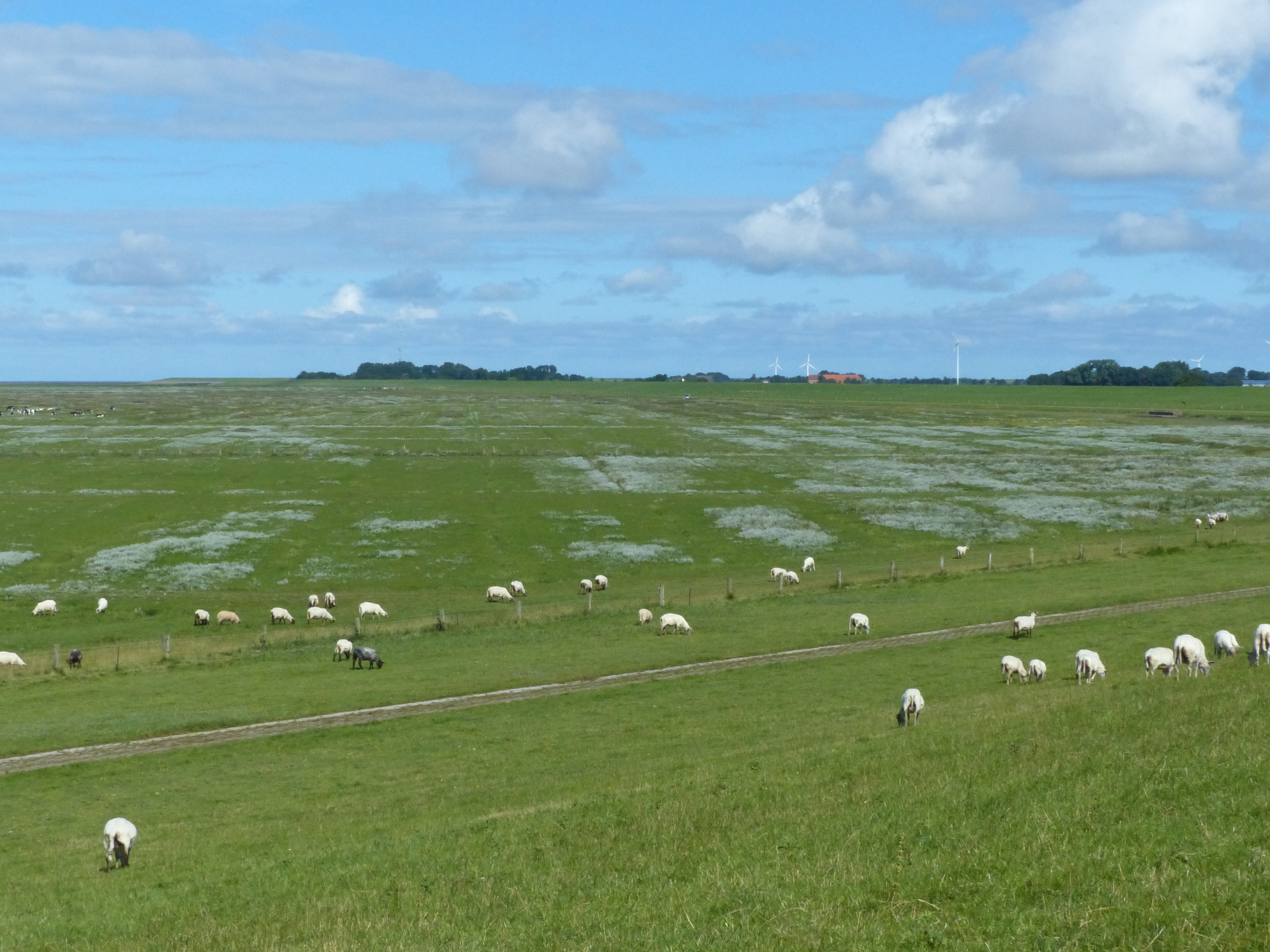
Salzwiesen „Buscher Heller“ am Ostufer der Leybucht. Über der linken Baumgruppe hinter dem Deich der historische Sendemast von Norddeich Radio

## Heutige Situation
Die Leybucht liegt im Nationalpark Niedersächsisches Wattenmeer und gehört zur Zone I (Ruhezone). Sie genießt daher nicht zuletzt wegen der Fauna und Flora der Salzwiesen einen besonderen Schutz.
Der Leybuchtpolder wurde in den 1950er Jahren besiedelt und ist ein Ortsteil der Stadt Norden. In die Leybucht entwässern das Norder Tief sowie das Alte und Neue Greetsieler Sieltief.
Wichtigster Touristenort an der Leybucht ist der Sielort Greetsiel.